# Мастера вечеринок (телесериал)
Мастера вечеринок — американский комедийный телесериал, созданный Джоном Энбомом, Робом Томасом, Дэном Этериджем и Полом Раддом. Транслировался на канале Starz в США в 2009 и 2010 годах. Сериал рассказывает о группе молодых людей, работающих в кейтеринге и надеющихся покорить Голливуд.
Сериал был закрыт 30 июня 2010 года. Несмотря на то, что шоу было положительно оценено критиками, рейтинги Нильсена были очень низкими. Уход двух актеров: Джейн Линч, перешедшей в Хор, и Адама Скотта, перешедшего в Парки и зоны отдыха также сказался на решении о закрытии сериала.

## Синопсис
Получасовые серии ситкома рассказывают о кейтеринговой компании из Лос-Анджелеса, Калифорния. Чтобы заработать на жизнь, шесть начинающих голливудских актеров и писателей обслуживают различные гастрономические мероприятия (обеды, ужины, празднования), надеясь на позитивные изменения в своей жизни. В каждом эпизоде команда работает над новым событием и неизбежно сталкивается с богатыми гостями и их нелепой жизнью.